# Вікова структура населення України
Для сучасної[коли?] демографічної ситуації характерне поступове старіння населення України. Внаслідок постійного зниження народжуваності впродовж останнього століття, частка дітей знизилась з приблизно 40% на початку XX ст. до 15% на початку XXI ст. Частка працездатного населення змінювалася повільно і коливалась у межах   60% —  62%. Натомість, зі збільшенням тривалості життя і зниженням смертності, спостерігалося зростання частки населення старше 60 років  — від 3-4% на початку XX ст. до 21% на початку XXI ст.

## Статево-вікові піраміди
|       |  |       |  |       |  |      |  |
| 1897* |  | 1926* |  | 1939* |  | 1959 |  |

|      |  |      |  |      |  |      |  |
| 1989 |  | 2001 |  | 2014 |  | 2020 |  |

|      |
| 2022 |

## Вікова структура населення

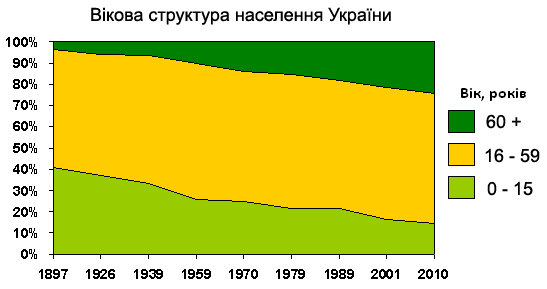

В Україні спостерігаються відмінності у віковій структурі населення між різними регіонами. Станом на 1 січня 2009 року найбільш молоде населення було характерне для Закарпатської (середній вік — 36,2 роки), Рівненської (36,7), Волинської (37,3) областей. Закарпатська та Рівненська області — єдині в Україні, в яких кількість дітей до 15 років перевищує кількість осіб, старше працездатного віку. Найстаріше населення — у Чернігівській області (середній вік 42,7 роки),
Донецькій, Сумській (41,7), Луганській (41,6).
| Вік    | чисельність | Частка  |
| ------ | ----------- | ------- |
| 0—14   | 6 119 900   | 14,9%   |
| 15—64  | 27 646 700  | 67,4%   |
| >65    | 7 231 100   | 17,6%   |
| Всього | 40 997 700  | 100,00% |

Динаміка частки вікових груп у населенні, %
| Осіб віком     | 1897  | 1926 | 1939 | 1959 | 1970 | 1979 | 1989 | 2001 | 2010 | 2012 | 2014 |
| -------------- | ----- | ---- | ---- | ---- | ---- | ---- | ---- | ---- | ---- | ---- | ---- |
| 0—14 років     | ~41.0 | 37.2 | 33.0 | 26.0 | 24.9 | 21.5 | 21.6 | 16.5 | 14.2 | 14.4 | 14.8 |
| 15—59 років    | ~55.5 | 56.6 | 61.2 | 63.5 | 61.2 | 62.8 | 60.4 | 62.1 | 65.1 | 64.4 | 63.6 |
| понад 60 років | ~3.5  | 5.8  | 6.3  | 10.5 | 13.9 | 15.7 | 18.0 | 21.4 | 20.7 | 21.2 | 21.6 |

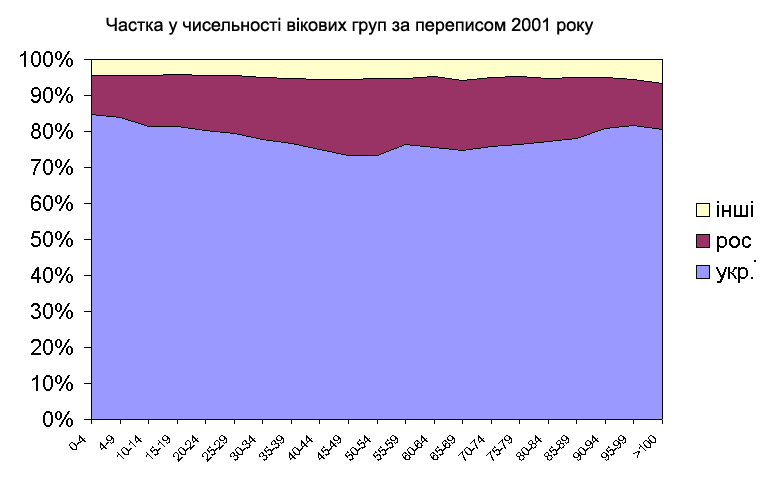
Частка українців, росіян та інших національностей серед різних вікових груп за даними перепису 2001 року

Постаріння населення найхарактерніше для областей центральної України та Донбасу. У Чернігівській, Сумській, Полтавській областях особи старше працездатного віку становлять 27—30%, а середній вік коливається в межах 41—43 років. Найбільше старіння характерне для сільських районів цих областей. В областях Донбасу спостерігається найнижча частка дітей — 12—13%.
|                           | молодше працездатного віку | працездатного віку | старше працездатного віку |
| ------------------------- | -------------------------- | ------------------ | ------------------------- |
| Автономна Республіка Крим | 14,9                       | 70,4               | 14,7                      |
| Вінницька область         | 14,9                       | 68,1               | 17,0                      |
| Волинська область         | 19,0                       | 68,2               | 12,8                      |
| Дніпропетровська область  | 14,1                       | 70,2               | 15,7                      |
| Донецька область          | 12,6                       | 70,4               | 17,0                      |
| Житомирська область       | 15,8                       | 68,1               | 16,1                      |
| Закарпатська область      | 19,1                       | 69,8               | 11,1                      |
| Запорізька область        | 13,5                       | 70,7               | 15,8                      |
| Івано-Франківська область | 16,7                       | 69,5               | 13,8                      |
| Київська область          | 14,9                       | 69,8               | 15,3                      |
| Кіровоградська область    | 14,3                       | 68,7               | 17,0                      |
| Луганська область         | 12,3                       | 71,4               | 16,3                      |
| Львівська область         | 15,7                       | 70,0               | 14,3                      |
| Миколаївська область      | 14,7                       | 70,7               | 14,6                      |
| Одеська область           | 15,5                       | 70,5               | 14,0                      |
| Полтавська область        | 13,2                       | 69,9               | 16,9                      |
| Рівненська область        | 19,7                       | 68,2               | 12,1                      |
| Сумська область           | 12,7                       | 70,8               | 16,5                      |
| Тернопільська область     | 15,7                       | 69,0               | 15,3                      |
| Харківська область        | 12,6                       | 72,2               | 15,2                      |
| Херсонська область        | 15,1                       | 70,5               | 14,4                      |
| Хмельницька область       | 15,1                       | 68,5               | 16,4                      |
| Черкаська область         | 13,4                       | 69,1               | 17,5                      |
| Чернівецька область       | 16,7                       | 69,7               | 13,6                      |
| Чернігівська область      | 12,9                       | 68,4               | 18,7                      |
| місто Київ                | 14,1                       | 73,3               | 12,6                      |
| Севастополь (міськрада)   | 14,3                       | 70,3               | 15,4                      |
| Україна                   | 14,6                       | 70,2               | 15,2                      |

|                            |  |                                 |  |                                                                                  |  |                                                                                  |  |
| Населення віком 0—14 років |  | Населення віком старше 65 років |  | Відношення кількості населення 0—14 років до кількості населення старше 65 років |  | Відношення кількості населення 0—14 років до кількості населення старше 60 років |  |

## Середній вік
За 1989-2013 рр. середній вік населення збільшився з 36,5 до 40,5. Особливо швидко цей процес протікав серед міського населення, де середній вік збільшився на 5,6 років, з 34,8 до 40,4, тоді як серед сільського лише на 0,9 років — з 39,8 до 40,7.
Середній вік жінок у 2013 році становив 42,9 р. ,чоловіків — 37,7 р., що пов'язано з вищою смертністю та нижчою тривалістю життя серед чоловічого населення.

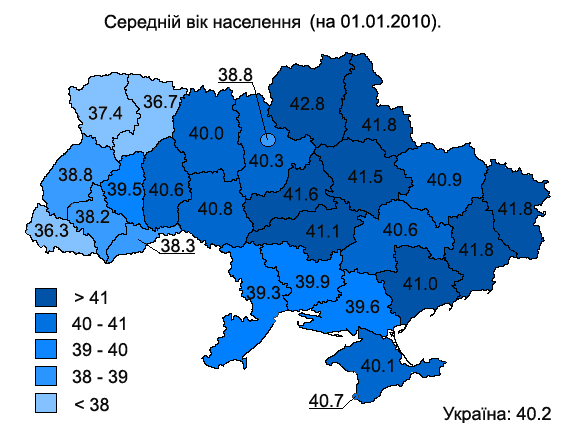
Середній вік населення (на 01.01.2010)

| населення | 1989 | 1991 | 1993 | 1995 | 1997 | 1999 | 2001 | 2003 | 2005 | 2007 | 2009 | 2011 | 2015 | 2021 |
| --------- | ---- | ---- | ---- | ---- | ---- | ---- | ---- | ---- | ---- | ---- | ---- | ---- | ---- | ---- |
| міське    | 34,8 | 35,2 | 35,5 | 36   | 36,6 | 37,2 | 37,9 | 38,5 | 39   | 39,4 | 39,7 | 40,1 | 40,7 | 42,3 |
| сільське  | 39,8 | 39,8 | 39,8 | 39,8 | 39,8 | 40   | 40,1 | 40,3 | 40,6 | 40,7 | 40,8 | 40,8 | 40,8 | 41,4 |
| все       | 36,5 | 36,7 | 36,9 | 37,2 | 37,6 | 38,1 | 38,6 | 39,1 | 39,5 | 39,8 | 40,1 | 40,3 | 40,7 | 42,1 |

|                           | 1989 | 1991 | 1993 | 1995 | 1997 | 1999 | 2001 | 2003 | 2005 | 2007 | 2009 | 2011 | 2013 |
| ------------------------- | ---- | ---- | ---- | ---- | ---- | ---- | ---- | ---- | ---- | ---- | ---- | ---- | ---- |
| Автономна Республіка Крим | 35,1 | 35,1 | 35,5 | 36,1 | 36,8 | 37,6 | 38,3 | 38,9 | 39,4 | 39,8 | 40,0 | 40,3 | 40,4 |
| Вінницька область         | 38,9 | 39,0 | 39,0 | 39,0 | 39,1 | 39,4 | 39,6 | 40,0 | 40,3 | 40,5 | 40,7 | 40,8 | 41,0 |
| Волинська область         | 35,2 | 35,3 | 35,4 | 35,5 | 35,8 | 36,1 | 36,5 | 36,9 | 37,1 | 37,3 | 37,3 | 37,4 | 37,5 |
| Дніпропетровська область  | 36,3 | 36,6 | 36,9 | 37,3 | 37,8 | 38,4 | 39,0 | 39,5 | 39,9 | 40,2 | 40,5 | 40,7 | 40,9 |
| Донецька область          | 36,8 | 37,3 | 37,6 | 38,1 | 38,7 | 39,3 | 39,8 | 40,4 | 40,9 | 41,3 | 41,7 | 42,0 | 42,3 |
| Житомирська область       | 37,3 | 37,7 | 37,8 | 38,0 | 38,2 | 38,5 | 38,9 | 39,3 | 39,6 | 39,8 | 39,9 | 40,1 | 40,2 |
| Закарпатська область      | 32,3 | 32,7 | 32,9 | 33,3 | 33,7 | 34,2 | 34,8 | 35,3 | 35,7 | 36,0 | 36,2 | 36,4 | 36,6 |
| Запорізька область        | 36,2 | 36,4 | 36,8 | 37,3 | 37,8 | 38,4 | 39,1 | 39,7 | 40,2 | 40,6 | 40,9 | 41,2 | 41,5 |
| Івано-Франківська область | 34,7 | 34,9 | 35,0 | 35,3 | 35,7 | 36,1 | 36,6 | 37,1 | 37,5 | 37,9 | 38,1 | 38,4 | 38,6 |
| Київська область          | 37,0 | 37,1 | 37,3 | 37,6 | 38,0 | 38,4 | 39,0 | 39,4 | 39,8 | 40,1 | 40,2 | 40,3 | 40,3 |
| Кіровоградська область    | 38,3 | 38,2 | 38,2 | 38,4 | 38,7 | 39,1 | 39,5 | 40,0 | 40,3 | 40,7 | 41,0 | 41,2 | 41,4 |
| Луганська область         | 36,7 | 37,1 | 37,4 | 37,9 | 38,4 | 39,1 | 39,7 | 40,3 | 40,8 | 41,2 | 41,6 | 41,9 | 42,3 |
| Львівська область         | 35,0 | 35,2 | 35,5 | 35,8 | 36,2 | 36,6 | 37,1 | 37,6 | 38,0 | 38,4 | 38,7 | 39,0 | 39,2 |
| Миколаївська область      | 35,5 | 35,7 | 35,9 | 36,3 | 36,8 | 37,3 | 37,9 | 38,5 | 39,0 | 39,4 | 39,7 | 40,0 | 40,3 |
| Одеська область           | 35,9 | 36,1 | 36,2 | 36,6 | 36,9 | 37,4 | 37,9 | 38,4 | 38,8 | 39,0 | 39,2 | 39,4 | 39,5 |
| Полтавська область        | 39,0 | 39,0 | 39,0 | 39,2 | 39,5 | 39,8 | 40,3 | 40,6 | 41,0 | 41,2 | 41,4 | 41,6 | 41,8 |
| Рівненська область        | 34,2 | 34,4 | 34,5 | 34,7 | 35,0 | 35,3 | 35,7 | 36,1 | 36,4 | 36,6 | 36,7 | 36,8 | 36,8 |
| Сумська область           | 38,8 | 38,8 | 38,9 | 39,1 | 39,4 | 39,8 | 40,2 | 40,7 | 41,0 | 41,4 | 41,7 | 41,9 | 42,2 |
| Тернопільська область     | 37,2 | 37,1 | 37,1 | 37,2 | 37,4 | 37,7 | 38,1 | 38,5 | 38,8 | 39,1 | 39,4 | 39,6 | 39,8 |
| Харківська область        | 37,0 | 37,2 | 37,5 | 37,9 | 38,4 | 38,9 | 39,4 | 39,9 | 40,2 | 40,6 | 40,8 | 41,1 | 41,3 |
| Херсонська область        | 34,8 | 35,1 | 35,3 | 35,8 | 36,3 | 36,9 | 37,6 | 38,2 | 38,7 | 39,1 | 39,5 | 39,8 | 40,1 |
| Хмельницька область       | 38,1 | 38,2 | 38,2 | 38,3 | 38,5 | 38,9 | 39,3 | 39,7 | 40,1 | 40,3 | 40,5 | 40,7 | 40,9 |
| Черкаська область         | 38,8 | 38,8 | 38,9 | 39,0 | 39,3 | 39,7 | 40,1 | 40,6 | 40,9 | 41,3 | 41,5 | 41,7 | 42,0 |
| Чернівецька область       | 35,2 | 35,3 | 35,4 | 35,7 | 36,0 | 36,4 | 36,8 | 37,3 | 37,6 | 37,9 | 38,2 | 38,3 | 38,5 |
| Чернігівська область      | 40,2 | 40,3 | 40,5 | 40,7 | 41,0 | 41,4 | 41,8 | 42,1 | 42,4 | 42,6 | 42,7 | 42,8 | 43,0 |
| місто Київ                | 33,9 | 34,2 | 34,7 | 35,3 | 35,8 | 36,5 | 37,1 | 37,7 | 38,1 | 38,4 | 38,6 | 38,9 | 39,2 |
| Севастополь (міськрада)   | ...  | 36,6 | 36,6 | 36,7 | 37,3 | 38,3 | 39,1 | 39,7 | 40,1 | 40,4 | 40,6 | 40,8 | 41,0 |
| Україна                   | 36,5 | 36,7 | 36,9 | 37,2 | 37,6 | 38,1 | 38,6 | 39,1 | 39,5 | 39,8 | 40,1 | 40,3 | 40,5 |

## Медіанний вік
| 1897 | 1926 | 1939 | 1950 | 1960 | 1970 | 1980 | 1990 | 1995 | 2000 | 2005 | 2010 | 2015 | 2020 |
| ---- | ---- | ---- | ---- | ---- | ---- | ---- | ---- | ---- | ---- | ---- | ---- | ---- | ---- |
| 18,9 | 19,7 | 23,7 | 27,6 | 29,8 | 32,2 | 33,8 | 35,0 | 36,0 | 37,7 | 38,9 | 39,3 | 40,0 | 41,4 |

|                           | 1989 | 1991 | 1993 | 1995 | 1997 | 1999 | 2001 | 2003 | 2005 | 2007 | 2009 | 2011 | 2013 |
| ------------------------- | ---- | ---- | ---- | ---- | ---- | ---- | ---- | ---- | ---- | ---- | ---- | ---- | ---- |
| Автономна Республіка Крим | 34,0 | 33,8 | 34,4 | 35,2 | 36,1 | 37,1 | 38,1 | 38,7 | 39,2 | 39,6 | 39,6 | 39,8 | 39,9 |
| Вінницька область         | 38,4 | 38,3 | 38,1 | 38,0 | 38,1 | 38,3 | 38,8 | 39,2 | 39,5 | 39,7 | 39,9 | 40,1 | 40,4 |
| Волинська область         | 32,6 | 32,9 | 33,2 | 33,6 | 34,0 | 34,4 | 34,7 | 34,9 | 35,1 | 35,3 | 35,4 | 35,5 | 35,7 |
| Дніпропетровська область  | 34,7 | 35,1 | 35,5 | 36,2 | 36,9 | 37,7 | 38,4 | 39,1 | 39,5 | 39,7 | 39,8 | 40,0 | 40,3 |
| Донецька область          | 35,6 | 36,2 | 36,7 | 37,4 | 38,2 | 39,0 | 39,8 | 40,5 | 41,1 | 41,4 | 41,5 | 41,7 | 41,9 |
| Житомирська область       | 36,0 | 36,5 | 36,6 | 36,7 | 37,1 | 37,5 | 38,0 | 38,4 | 38,7 | 38,8 | 38,9 | 39,1 | 39,4 |
| Закарпатська область      | 29,9 | 30,5 | 31,0 | 31,4 | 31,9 | 32,4 | 32,9 | 33,3 | 33,8 | 34,2 | 34,5 | 34,8 | 35,1 |
| Запорізька область        | 34,7 | 35,1 | 35,6 | 36,3 | 37,0 | 37,9 | 38,8 | 39,5 | 40,0 | 40,4 | 40,6 | 40,9 | 41,2 |
| Івано-Франківська область | 32,1 | 32,4 | 32,9 | 33,4 | 34,0 | 34,6 | 35,0 | 35,5 | 35,9 | 36,3 | 36,6 | 36,9 | 37,3 |
| Київська область          | 35,2 | 35,4 | 35,7 | 36,1 | 36,7 | 37,3 | 38,1 | 38,7 | 39,1 | 39,4 | 39,6 | 39,6 | 39,7 |
| Кіровоградська область    | 37,4 | 37,2 | 37,1 | 37,3 | 37,7 | 38,3 | 38,9 | 39,5 | 40,0 | 40,4 | 40,7 | 40,9 | 41,2 |
| Луганська область         | 35,3 | 35,8 | 36,3 | 37,0 | 37,9 | 38,8 | 39,7 | 40,5 | 41,1 | 41,5 | 41,7 | 41,8 | 42,1 |
| Львівська область         | 32,1 | 32,7 | 33,3 | 34,0 | 34,6 | 35,2 | 35,8 | 36,3 | 36,7 | 37,0 | 37,4 | 37,7 | 38,0 |
| Миколаївська область      | 33,9 | 34,2 | 34,5 | 35,1 | 35,8 | 36,6 | 37,4 | 38,0 | 38,5 | 38,8 | 39,0 | 39,3 | 39,7 |
| Одеська область           | 34,4 | 34,7 | 34,9 | 35,4 | 35,9 | 36,5 | 37,1 | 37,5 | 37,8 | 37,9 | 38,0 | 38,3 | 38,4 |
| Полтавська область        | 38,2 | 38,1 | 37,9 | 38,0 | 38,4 | 38,9 | 39,5 | 40,0 | 40,4 | 40,7 | 40,9 | 41,1 | 41,4 |
| Рівненська область        | 31,5 | 31,9 | 32,3 | 32,7 | 33,1 | 33,4 | 33,7 | 34,0 | 34,3 | 34,6 | 34,8 | 34,9 | 35,2 |
| Сумська область           | 37,6 | 37,6 | 37,7 | 38,0 | 38,5 | 39,0 | 39,7 | 40,3 | 40,9 | 41,2 | 41,5 | 41,7 | 42,0 |
| Тернопільська область     | 35,3 | 35,0 | 35,1 | 35,4 | 35,8 | 36,3 | 36,8 | 37,2 | 37,5 | 37,7 | 38,0 | 38,3 | 38,6 |
| Харківська область        | 35,2 | 35,6 | 36,1 | 36,7 | 37,4 | 38,1 | 38,8 | 39,3 | 39,7 | 39,9 | 40,0 | 40,2 | 40,5 |
| Херсонська область        | 33,2 | 33,6 | 34,0 | 34,6 | 35,3 | 36,1 | 37,0 | 37,6 | 38,1 | 38,5 | 38,8 | 39,1 | 39,5 |
| Хмельницька область       | 36,9 | 36,9 | 36,8 | 37,0 | 37,4 | 37,9 | 38,5 | 39,1 | 39,4 | 39,7 | 39,9 | 40,1 | 40,4 |
| Черкаська область         | 38,2 | 38,1 | 38,1 | 38,2 | 38,5 | 39,0 | 39,6 | 40,1 | 40,6 | 40,9 | 41,2 | 41,4 | 41,7 |
| Чернівецька область       | 32,7 | 33,0 | 33,3 | 33,8 | 34,2 | 34,6 | 35,0 | 35,4 | 35,8 | 36,1 | 36,4 | 36,6 | 36,9 |
| Чернігівська область      | 39,8 | 39,9 | 40,1 | 40,3 | 40,7 | 41,1 | 41,6 | 42,1 | 42,5 | 42,7 | 42,8 | 42,7 | 42,8 |
| місто Київ                | 32,4 | 33,0 | 33,7 | 34,5 | 35,1 | 35,8 | 36,3 | 36,5 | 36,5 | 36,5 | 36,7 | 37,2 | 37,6 |
| Севастополь (міськрада)   | ...  | 36,1 | 36,1 | 36,3 | 37,0 | 38,2 | 39,1 | 39,7 | 39,9 | 40,0 | 40,0 | 40,0 | 40,2 |
| Україна                   | 34,8 | 35,1 | 35,5 | 36,0 | 36,6 | 37,3 | 38,0 | 38,5 | 38,8 | 39,0 | 39,2 | 39,4 | 39,7 |

## Статево-віковий склад
Статево-вікова пропорція серед 5-річних вікових груп населення України у 2014 р.
| вік    | чол.  | жін.  |
| ------ | ----- | ----- |
| 0-4    | 51,6% | 48,4% |
| 5-9    | 51,4% | 48,6% |
| 10-14  | 51,4% | 48,6% |
| 15-19  | 51,3% | 48,7% |
| 20-24  | 51,3% | 48,7% |
| 25-29  | 50,9% | 49,1% |
| 30-34  | 50,5% | 49,5% |
| 35-39  | 49,3% | 50,7% |
| 40-44  | 48,5% | 51,5% |
| 45-49  | 47,2% | 52,8% |
| 50-54  | 45,6% | 54,4% |
| 55-59  | 43,6% | 56,4% |
| 60-64  | 41,3% | 58,7% |
| 65-69  | 38,3% | 61,7% |
| 70-74  | 34,4% | 65,6% |
| 75-79  | 32,3% | 67,7% |
| 80-84  | 28,5% | 71,5% |
| 85-89  | 23,9% | 76,1% |
| 90-94  | 21,8% | 78,2% |
| 95-99  | 23,1% | 76,9% |
| 100+   | 27,1% | 72,9% |
| всього | 46,2% | 53,8% |

## Демографічне навантаження

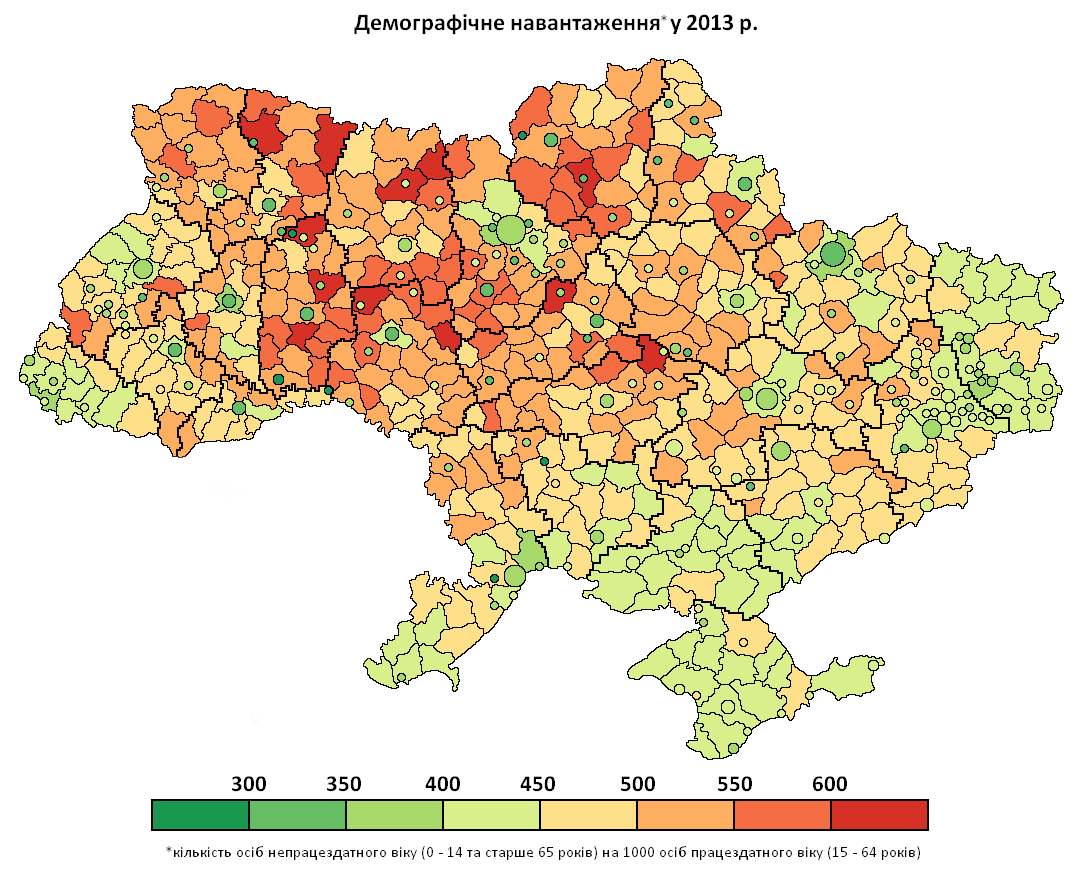
Демографічне навантаження за районами та містами обласного підпорядкування у 2013 р. Кількість населення у віці 0—14 і старше 65 років на 1000 осіб працездатного віку (15—64 роки)

Демографічне навантаження на працездатне населення вище у сільського населення — 515 на 1000 працездатних проти 469 у міського. Це є наслідком більшої частки населення молодше працездатного віку (251 проти 209 у міського населення) та старше працездатного віку (264 і 260 відповідно) на 1 січня 2022 року без тимчасово окупованої території АР Крим та м. Севастополя за наявних адміністративних даних.
Найвижче демографічне навантаження на 1 січня 2022 спостерігалось в областях України: Донецькій (513 на 1000 працездатних), Чернігівській (505), Луганській (502), що пов'язано з високою часткою осіб старше працездатного віку. Найменше демографічне навантаження спостерігається у Харківській області, де на 1000 працездатних припадає лише 449 осіб непрацездатного віку.
Найбільше демографічне навантаження особами у віці, молодшому за працездатний, зафіксовано у західних областях — Рівненській (300 на 1000 працездатних), Волинській (287), Закарпатській (286). Найнижче — Луганській області (135), Донецькій області (158), Сумській області (189).
Найбільше навантаження особами у віці, старшому за працездатний, спостерігається в областях  — Луганській (367 на 1000 працездатних), Донецькій (355), Чернігівській (306). Найменше — у західних областях: Закарпатській (181 на 1000 працездатних), Рівненській (193), Волинській (200).
| Демографічне навантаження на населення (на 1000 осіб працездатного віку) | Демографічне навантаження на населення (на 1000 осіб працездатного віку) | Демографічне навантаження на населення (на 1000 осіб працездатного віку) | Демографічне навантаження на населення (на 1000 осіб працездатного віку) | Демографічне навантаження на населення (на 1000 осіб працездатного віку) | Демографічне навантаження на населення (на 1000 осіб працездатного віку) | Демографічне навантаження на населення (на 1000 осіб працездатного віку) | Демографічне навантаження на населення (на 1000 осіб працездатного віку) | Демографічне навантаження на населення (на 1000 осіб працездатного віку) | Демографічне навантаження на населення (на 1000 осіб працездатного віку) | Демографічне навантаження на населення (на 1000 осіб працездатного віку) | Демографічне навантаження на населення (на 1000 осіб працездатного віку) | Демографічне навантаження на населення (на 1000 осіб працездатного віку) |
| Демографічне навантаження особами у віці                                 | 1989                                                                     | 1991                                                                     | 1993                                                                     | 1995                                                                     | 1997                                                                     | 1999                                                                     | 2001                                                                     | 2003                                                                     | 2005                                                                     | 2007                                                                     | 2009                                                                     | 2022                                                                     |
| ------------------------------------------------------------------------ | ------------------------------------------------------------------------ | ------------------------------------------------------------------------ | ------------------------------------------------------------------------ | ------------------------------------------------------------------------ | ------------------------------------------------------------------------ | ------------------------------------------------------------------------ | ------------------------------------------------------------------------ | ------------------------------------------------------------------------ | ------------------------------------------------------------------------ | ------------------------------------------------------------------------ | ------------------------------------------------------------------------ | ------------------------------------------------------------------------ |
| Молодшому за працездатний                                                | 412                                                                      | 409                                                                      | 403                                                                      | 395                                                                      | 380                                                                      | 359                                                                      | 326                                                                      | 296                                                                      | 272                                                                      | 256                                                                      | 252                                                                      | 221                                                                      |
| Старшому за працездатний                                                 | 379                                                                      | 385                                                                      | 396                                                                      | 404                                                                      | 414                                                                      | 418                                                                      | 411                                                                      | 404                                                                      | 397                                                                      | 395                                                                      | 399                                                                      | 262                                                                      |
| Всього                                                                   | 791                                                                      | 794                                                                      | 799                                                                      | 799                                                                      | 794                                                                      | 777                                                                      | 737                                                                      | 700                                                                      | 669                                                                      | 651                                                                      | 651                                                                      | 483                                                                      |

У 2009 році у пенсійній системі України на 10 платників страхових внесків припадало 9 пенсіонерів. Хоча у 2007—09 роках швидкість рівня старіння дещо знизилась через підвищення народжуваності, в наступні роки процес старіння населення прискорився. Протягом 2011—2021 років середньорічна чисельність наявного населення України зменшувалась приблизно на 422 тисячі осіб щороку (з 45,78 млн осіб — у 2011 році до 41,56 млн осіб — у 2021 році).
Крім того, після 2010 року (коли у працездатний вік увійшло покоління громадян, які народилися у період низької народжуваності 90-х років) відбулось не тільки кількісне скорочення працездатного населення, але і якісне погіршення — старіння його економічно активної частини.
На структуру та динаміку всієї чисельності населення України найближчим часом дуже впливатимуть також демографічні «хвилі», закладені у попередні роки.